# 1841 na literatura

## Nascimentos
| Data           | Nome                     | Profissão                                        | Nacionalidade | Observações | Ref |
| -------------- | ------------------------ | ------------------------------------------------ | ------------- | ----------- | --- |
| 21 de Julho    | Salvador de Mendonça     | diplomata e escritor                             | Brasil        | m. 1913     |     |
| 17 de Agosto   | Fagundes Varella         | poeta e patrono da Academia Brasileira de Letras | Brasil        | m. 1875     |     |
| 10 de dezembro | António de Sousa Hilário | jornalista e escritor                            | Portugal      | m. ??       |     |

## Mortes
| Data        | Nome              | Profissão          | Nacionalidade | Observações | Ref |
| ----------- | ----------------- | ------------------ | ------------- | ----------- | --- |
| 27 de Julho | Mikhail Lérmontov | poeta e romancista | Rússia        | n. 1814     |     |